# Mafalda Marafusta
Mafalda Marafusta Nunes é uma atriz portuguesa.
Possui um contrato de exclusividade com a TVI, onde já protagonizou vários projetos.
Ganhou o Troféu de Televisão TV 7 Dias pela telenovela Massa Fresca, tendo nomeada na categoria de Revelação do Ano.

## Biografia

### Infância e juventude
Mafalda Marafusta nasceu em 29 de junho de 1991. Filha de pais divorciados, Mafalda teve uma infância agitada e marcada pelas constantes mudanças de região em Portugal, passando também por Cabo Verde, devido à profissão de sua mãe, que era gerente de hotelaria. Essas mudanças fizeram com que Mafalda não pudesse fazer amigos e tinha que se desenrascar sozinha. Aos 21 anos, o seu pai faleceu de ataque cardíaco.

### Formação
De 2009 a 2012, licenciou-se em Teatro pela Universidade de Évora. Em 2013, tirou um curso de Formação Consciência do Ator em Cena pelo Teatro O Bando: Módulo I - Oficina de Formação Teatralidade e Módulo II - Oficina de Formação Dilatação do Tempo Presença. Em 2012, realizou um workshop de improvisação orientado por Ana Margarida Leitão, em Évora. Em 2011, realizou o workshop Máscaras - Objetos, orientado por António Jorge, Évora. Em 2011, realizou o workshop “À procura do nosso próprio palhaço”, orientado por Enano. Em 2010, esteve numa Escola de Verão, orientada por Phillip Zarrili e Kate O’Reilly, “Making the Body All Eyes” . Em 2010, realizou um workshop de “Criação Livre e Abordagem Criativa” (módulo II), orientado por Ana Margarida Leitão.

## Carreira (filmografia)

### Televisão
| Ano         | Projeto              | Papel              | Notas                 | TV   |
| ----------- | -------------------- | ------------------ | --------------------- | ---- |
| 2014 - 2015 | Água de Mar          | Renata Antunes     | Elenco Principal      | RTP1 |
| 2016        | Poderosas            | Catarina           | Participação Especial | SIC  |
| 2016        | Aqui Tão Longe       | Maria              | Participação Especial | RTP1 |
| 2016        | Massa Fresca         | Maria Miguel       | Protagonista          | TVI  |
| 2017        | Ouro Verde           | Cátia Sampaio      | Elenco Principal      | TVI  |
| 2017 - 2018 | A Herdeira           | Beatriz Rivera     | Coantagonista         | TVI  |
| 2018 - 2019 | A Teia               | Lara Seixas        | Protagonista          | TVI  |
| 2020        | Quer o Destino       | Maria Isabel Romão | Coadjuvante           | TVI  |
| 2021 - 2023 | Para Sempre          | Tânia Ribeiro      | Elenco Principal      | TVI  |
| 2022        | Pôr do Sol           | Beta               | Elenco Principal      | RTP1 |
| 2023 - 2024 | Queridos Papás       | Alice Guimarães    | Coprotagonista        | TVI  |
| 2025        | Vizinhos Para Sempre | Cristina           | Elenco Principal      | TVI  |

### Cinema
| Ano  | Projeto            | Personagem |
| ---- | ------------------ | ---------- |
| 2014 | Belonging          | Amelia     |
| 2015 | Telefone Estragado | Bruna      |
| 2015 | Boca do Inferno    | Madalena   |
| 2020 | Moço               | Micaela    |

## Prémios
Troféus de Televisão TV 7 Dias/Impala
| Ano  | Prémio           | Resultado |
| ---- | ---------------- | --------- |
| 2017 | Revelação do Ano | Venceu    |